# L'Eau de la vie
L'Eau de la vie (en allemand : Das Wasser des Lebens ; conte-type ATU 551) est un conte des frères Grimm publié dès la première édition des Contes de l'enfance et du foyer (KHM 97).

## Résumé
Un vieux roi est malade ; ses trois fils apprennent que le seul moyen de le guérir est de lui administrer l'Eau de la vie. Chacun des trois, après avoir obtenu l'autorisation du père, part à son tour à la recherche du remède miraculeux. Les deux aînés, qui sont orgueilleux et pensent surtout à obtenir la succession au trône, répondent grossièrement à un nain rencontré sur leur chemin, qui leur a demandé où ils allaient. Malheur: le nain leur jette un sort, et ils se retrouvent l'un après l'autre engagés dans une gorge montagneuse qui se resserre progressivement, jusqu'à ce qu'ils ne puissent plus ni avancer, ni faire demi-tour.
Le cadet rencontre à son tour le nain, mais prend le temps de lui répondre poliment ; celui-ci lui explique alors comment parvenir jusqu'à la fontaine de l'Eau de la vie, qui jaillit dans la cour d'un château ensorcelé. Il lui donne une baguette de fer et deux petites miches de pain, lui explique comment s'en servir et lui recommande bien de quitter le château avant que midi ne sonne.

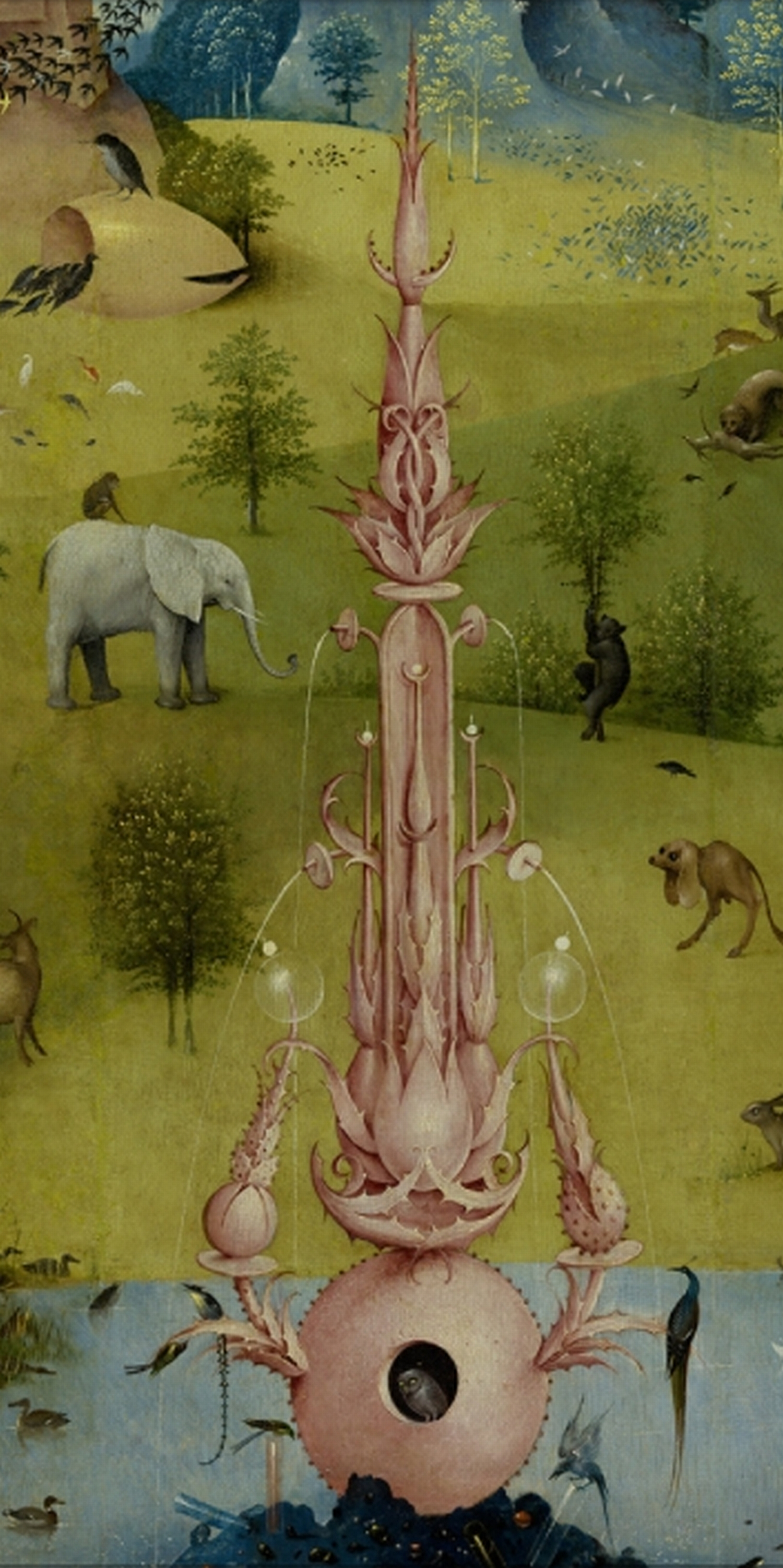
La Fontaine du Jardin des délices (Jérôme Bosch).

Arrivé au château, le jeune prince en ouvre la porte grâce à la baguette, et apaise les deux lions qui en gardent l'entrée en les rassasiant de pain. Parmi des princes ensorcelés, il découvre une belle jeune fille qui l'accueille avec joie et lui promet le mariage d'ici un an, lui enjoignant à elle aussi de se hâter avant que midi ne sonne. Mais, fatigué, il s'endort et se réveille juste à temps pour puiser un gobelet d'eau à la fontaine miraculeuse et s'enfuir, emportant également une épée et un pain ; les portes du château, qui se referment violemment derrière lui, lui arrachent même un morceau de son talon.
Sur le chemin du retour, il rencontre à nouveau le nain qui lui explique que le pain ne s'épuisera jamais et que l'épée lui permettra de vaincre des armées entières. Il accepte aussi, sur sa prière, de libérer les deux frères prisonniers de la montagne, mais le met en garde contre leur méchanceté. Le prince se réjouit toutefois de les retrouver et leur raconte son aventure. Ensemble, ils traversent trois royaumes qu'ils sauvent de la guerre et de la famine grâce à l'épée et au pain magiques. Alors qu'ils se sont embarqués sur un navire qui les ramènera chez eux, les deux frères complotent contre leur cadet et s'emparent de l'Eau de la vie qu'il conservait dans un gobelet, la remplaçant par de l'eau de mer.
De retour auprès du roi, son jeune fils lui fait boire ce qu'il croit être l'Eau de la vie, mais l'état du roi empire. Les aînés lui administrent alors le véritable remède, qui lui rend immédiatement force et jeunesse. Le roi, furieux contre son plus jeune fils, ordonne à un chasseur de le tuer dans la forêt ; mais le chasseur ne peut s'y résoudre et raconte la vérité au prince. Ils échangent alors leurs vêtements, et le chasseur rentre au château, tandis que le prince s'enfonce dans la forêt.
Un jour, trois carrosses chargés de richesses arrivent au château, envoyés par les rois dont le prince avait sauvé le royaume. Le vieux roi se met à regretter d'avoir fait tuer son fils, mais le chasseur lui ayant expliqué qu'il est vivant, il fait proclamer qu'il est gracié et peut revenir. Pendant ce temps, la princesse fait faire une route tout en or menant à son château, ordonnant à ses serviteurs de ne laisser entrer que celui qui arrivera chez elle tout droit par cette route. Les deux princes aînés, qui souhaitent l'épouser, se rendent successivement chez elle mais, hésitant devant la route en or, font marcher leur cheval à côté et sont éconduits.
L'année est presque écoulée quand le troisième fils se rend lui aussi au château de la princesse. Il ne remarque pas la route d'or, que son cheval emprunte sans hésitation. La princesse l'accueille et leur mariage est célébré. Après la fête, elle apprend à son mari que son père lui a pardonné. Il retourne alors auprès de lui et lui raconte toute l'histoire. Le vieux roi veut punir les deux frères scélérats, mais ils se sont déjà enfuis par la mer pour ne plus jamais revenir.

## Commentaires et analogies
Dans l'édition de 1815, ce conte portait le numéro 11 ; à partir de la 2e édition (1819), il prend le numéro KHM 97.
Hans-Jörg Uther suppose une origine commune pour ce conte et le conte KHM 57, L'Oiseau d'or (Der goldene Vogel). D'autres versions du conte ont été notées en Autriche, en Russie, en France : Le Petit Bossu (Cosquin), Le Grand Coquelicu (Sébillot)... Les Frères Grimm ont aussi noté les similitudes entre ce conte et le précédent dans le recueil (Les Trois Petits Oiseaux, KHM 96).
Stith Thompson rapproche le conte-type du conte AT 550 (La Quête de l'oiseau d'or), extrêmement répandu, et suppose qu'ils ont dû avoir une histoire semblable. Selon lui, bien qu'il soit difficile de déterminer lequel des deux est le plus ancien et si l'un a donné naissance à l'autre où s'ils ont convergé vers des types jumeaux (« twin types »), AT 550 semblerait plus ancien et être connu en Asie, ce qui n'est pas le cas du présent conte.
Dans d'autres versions, l'Eau de la vie est remplacée par des pommes d'or qui rajeunissent ; l'auxiliaire (ici, un nain) peut être représenté par un renard, une vieille femme etc. ; les lions gardiens de la source peuvent être des léopards ou des dragons. La précision selon laquelle le jeune prince s'unit à la princesse tandis qu'elle dort (entraînant la naissance d'un fils, dont la princesse recherchera ensuite le père) a été éludée dans la version des Grimm.
Le motif des portes qui se referment violemment apparaît dans le folklore de divers pays, notamment dans certains contes russes. Vladimir Propp a étudié ce motif et proposé une interprétation : voir Le Lait de bête sauvage. Propp a aussi étudié les motifs voisins, fréquents dans les contes russes, de l’Eau vive et l'eau morte et de l’Eau de force et l'Eau de faiblesse : voir l'article Eau vive et eau morte.